# Clifford Stoll
Clifford Stoll (ur. 1950 w Buffalo) – amerykański astronom, administrator sieciowy oraz pisarz.

## Życiorys
W 1980 roku otrzymał tytuł doktora (Ph.D.) w Uniwersytecie Arizony. Napisał trzy książki na temat nowoczesnych technologii. Pisze również do czasopism popularnonaukowych (np. artykuł o kalkulatorze Curta do Scientific American). W czasie pracy dla Lawrence Berkeley National Laboratory Stoll przyczynił się do schwytania crackera wykradającego dane z wojskowych komputerów w latach osiemdziesiątych. Swoje związane z tym przygody opisał w książce Kukułcze jajo. Przez pewien czas w latach 80. pracował w Smithsonian Astrophysical Observatory. Obecnie pracuje jako nauczyciel i zajmuje się sprzedażą butelek Kleina przez Internet.

## Wydane książki
- Kukułcze jajo, 1998
- Krzemowe remedium. Garść rozważań na temat infostrady, 2000